# Rio de Noal

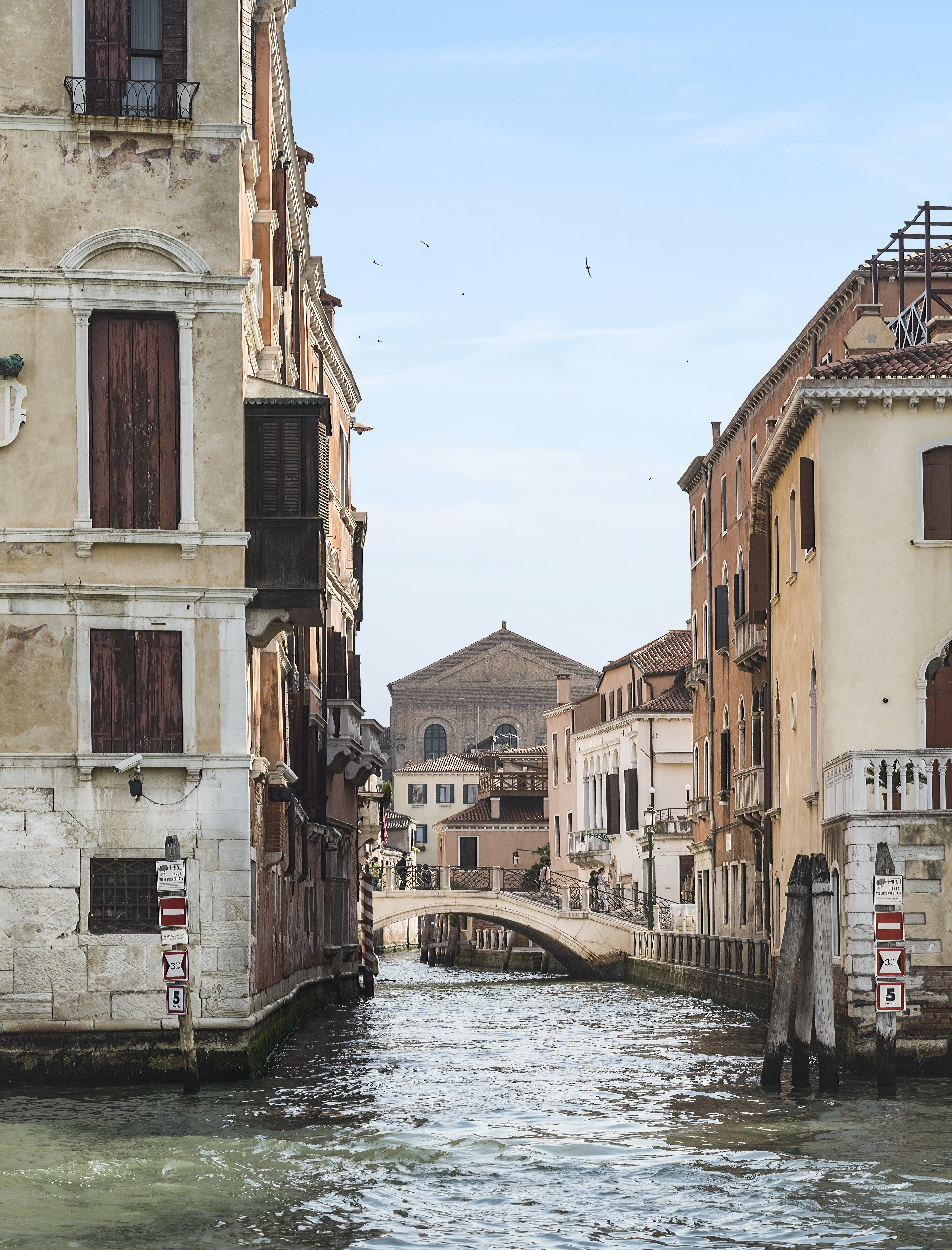
Abouchement dans le Grand Canal

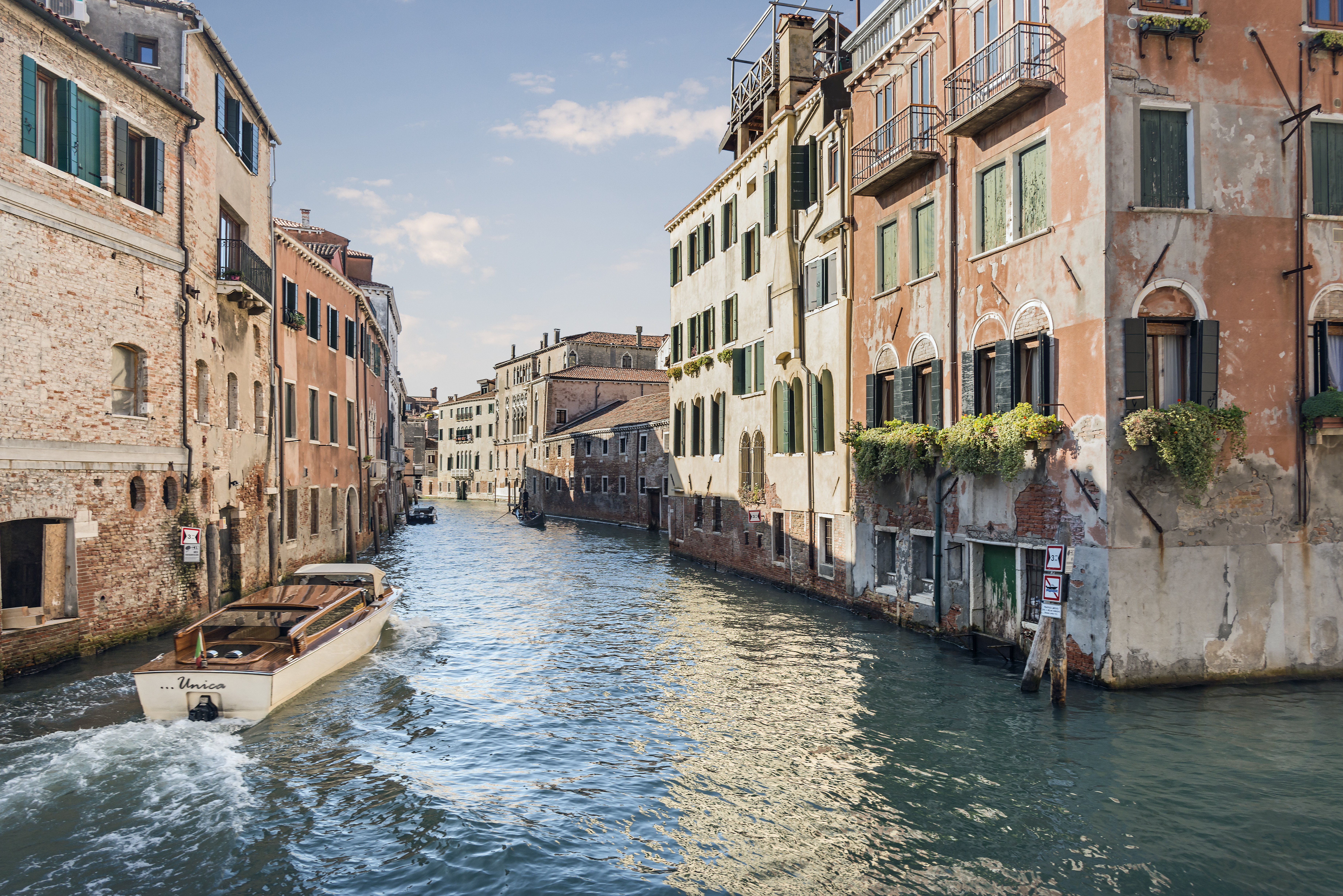
Le rio vers le sud (et le Grand Canal)

Le rio de Noal (en italien rio di Noale) est un canal de Venise dans le sestiere de Cannaregio.

## Toponymie
Le toponyme dérive du nom de la famille patricienne Anovale ou Noale. La famille des Anovale rejoignit Venise en 982 provenant de Noale, petite ville de la Marche Trévisane, où les ruines de leur château sont encore visibles. Ses membres firent partie du contingent de cavalerie qui en 1212 vint dans l'île de Candie; en 1379, au vu de la liste des prêteurs de l'État qui financèrent la guerre de Chioggia, les Noal habitaient ce Quartier. La famille s'éteignit à Venise en 1583.
Le pont est ainsi dénommé depuis le XIIIe siècle, une phrase de 1298 dans le Code de Piovego y faisant allusion.

## Description
Le rio de Noal a une longueur de 275 mètres. Il prolonge le canal de la Misericordia en sens sud vers son embouchure dans le Grand Canal.

## Situation
- Le rio de Noal débouche sur le Grand Canal à côté du palais Palais Gussoni Grimani ;
- Il longe le

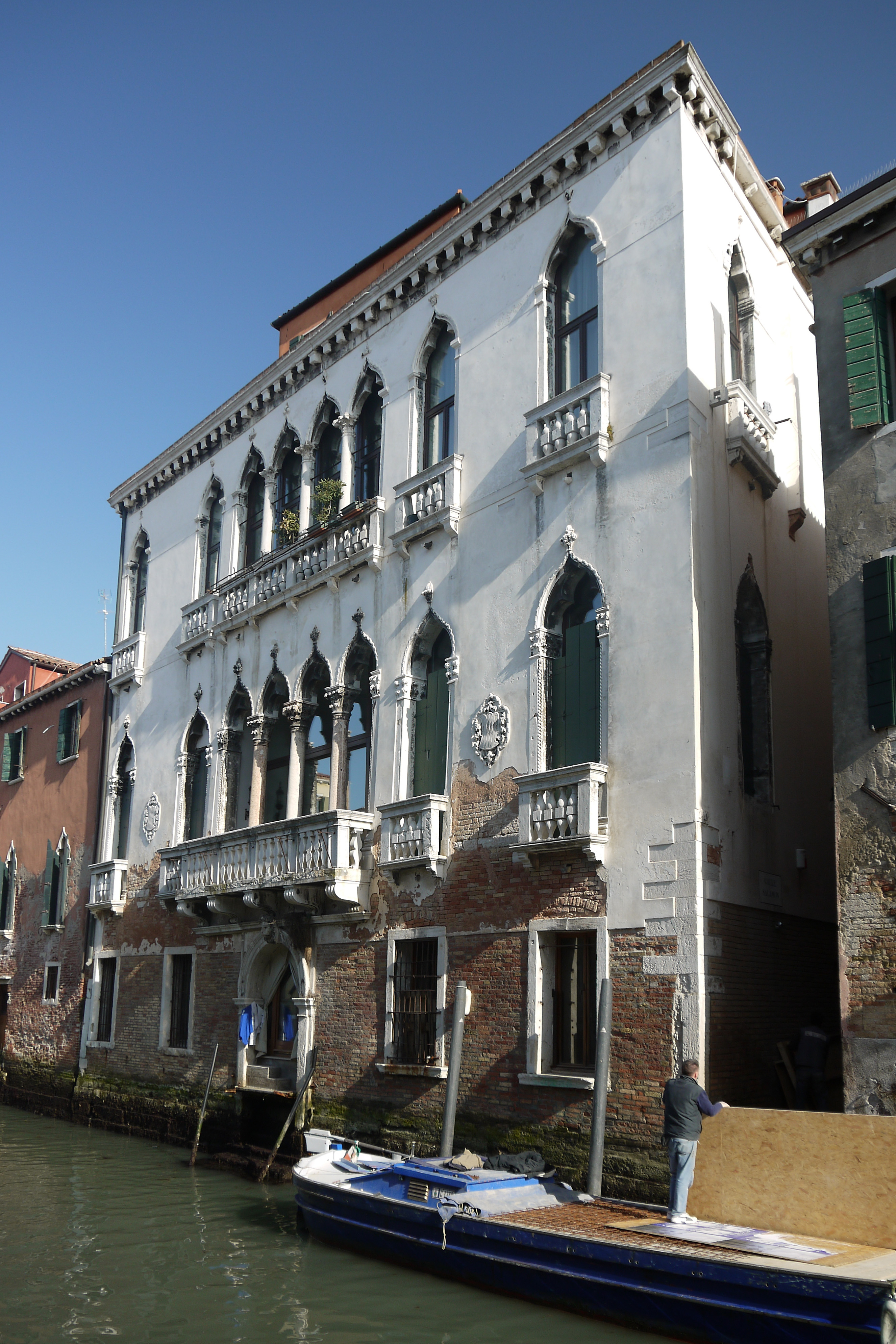
palais Salamon
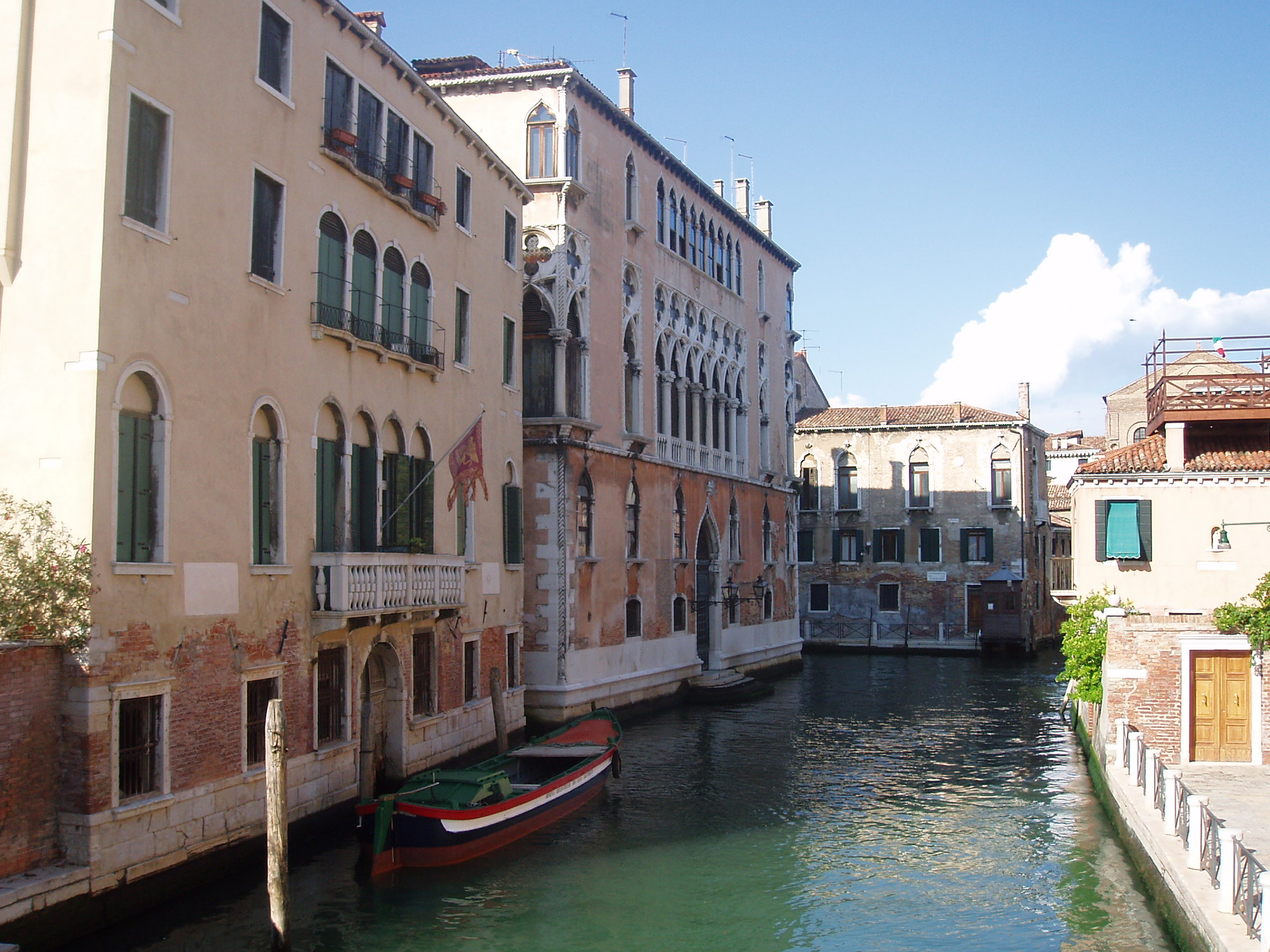
Palais Pasqualigo Giovannelli au coin du rio de Santa Fosca

## Ponts
Du nord au sud :

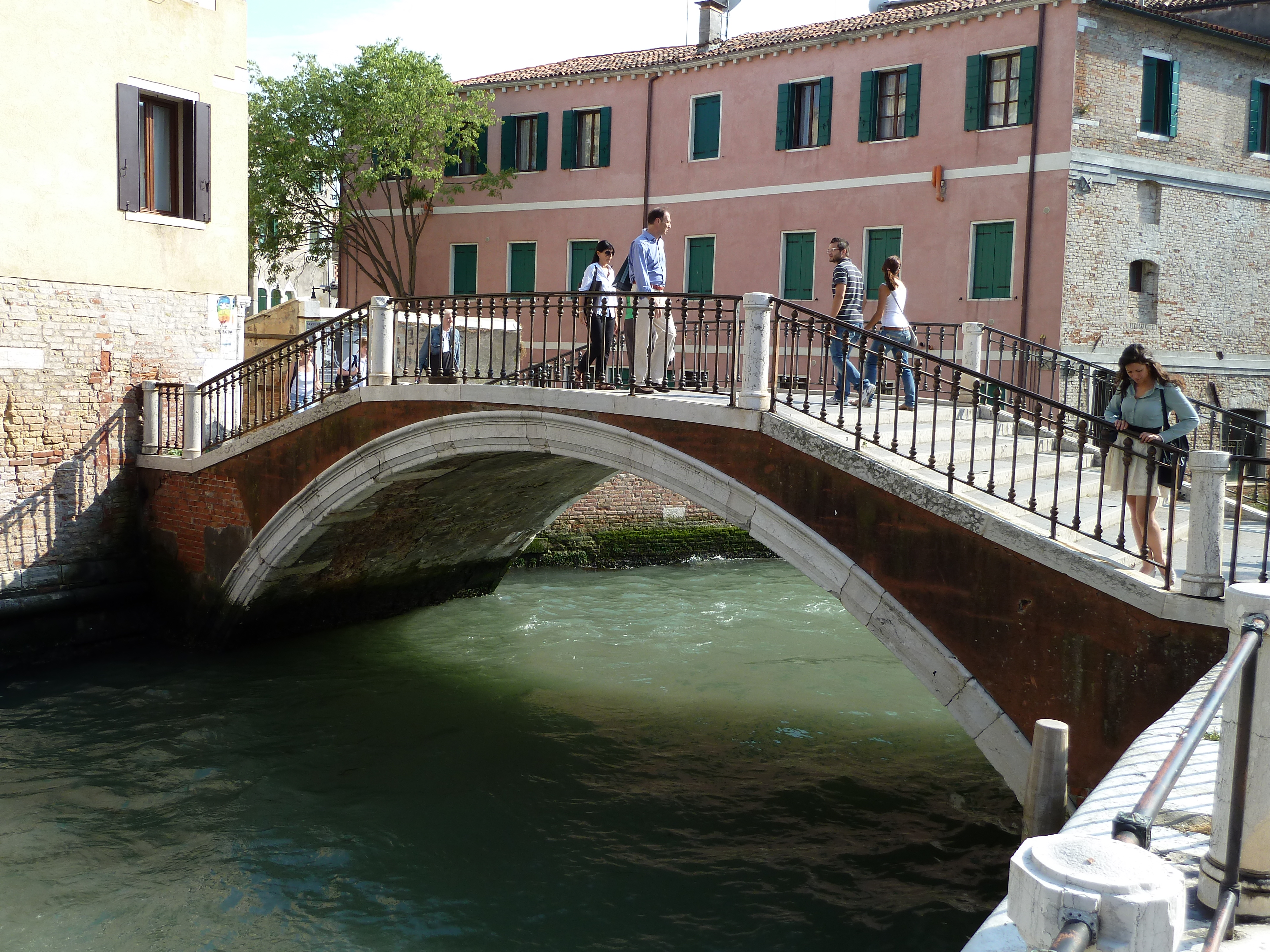
Le ponte de la Misericordia reliant Fondamenta et Ramo de la Misericordia; construit en 1595 sous Marino Grimani et restauré sous Pietro Barbarigo
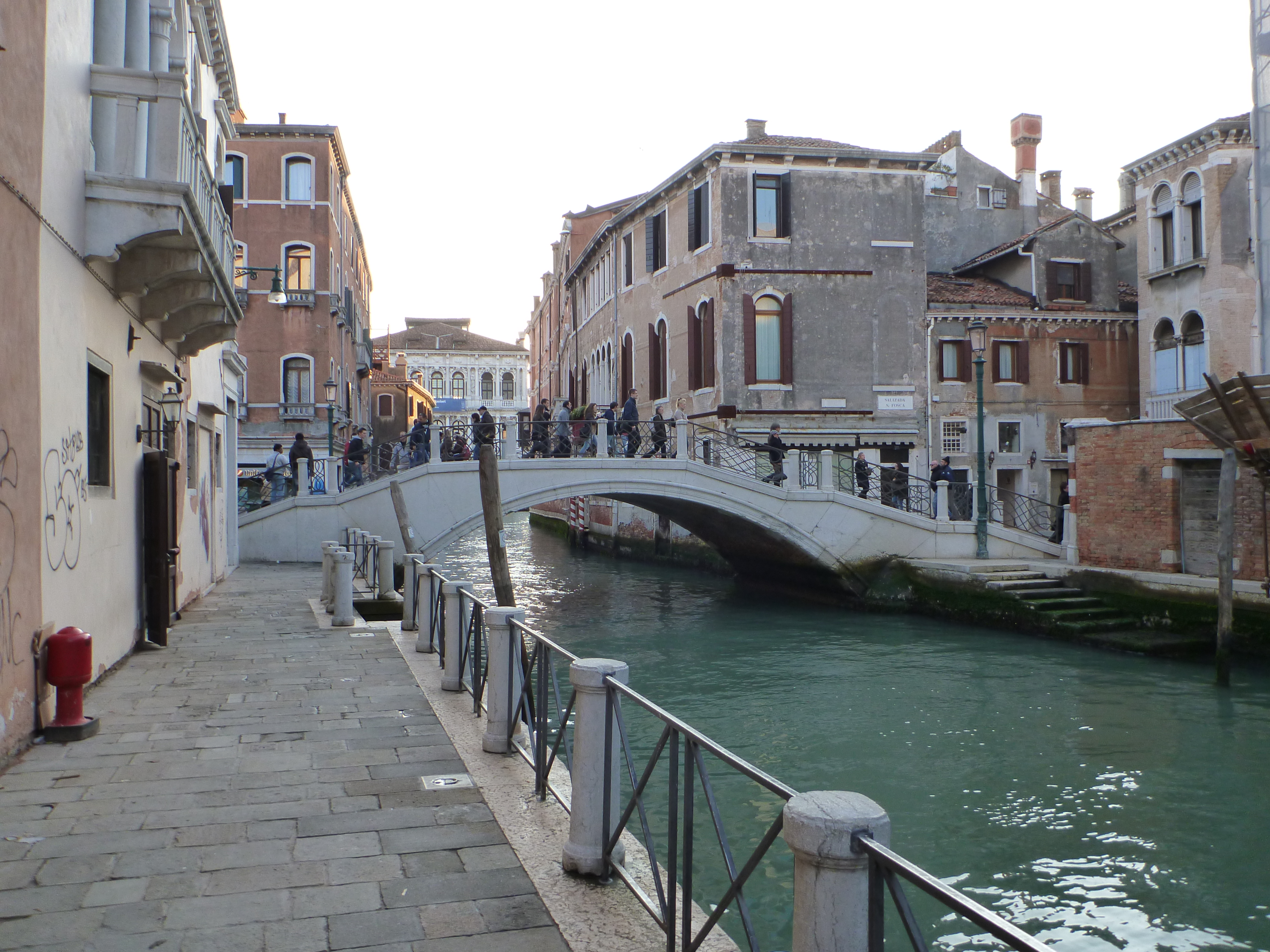
Le ponte (Nicolo') Pasqualigo. La famille Pasqualigo fut originaire du district de Sanudo (avant 900: Ponte Noal) sur la Strada Nova; reliant le Rialto à la gare